# Parti vert de Bolivie
Le Parti vert de Bolivie (abrégé PVB, en espagnol : Partido Verde de Bolivia) est un parti politique bolivien qui a une orientation politique écologiste. Fondée en 2007, il participe aux élections générales boliviennes de 2014, en opposition au président en exercice Evo Morales et au Mouvement pour le socialisme. Le parti est membre des Global Greens, un réseau international de partis verts, et observateur de la Fédération des partis verts des Amériques, un réseau régional de celui-ci.

## Histoire
Le Partido Verde de Bolivia est fondé le 9 août 2007. Le parti nouvellement formé rejoint les Verts mondiaux en 2008, participant cette année-là au deuxième congrès mondial de l'alliance à São Paulo, au Brésil.
Entre le 24 et le 27 novembre 2013, le parti accueille la réunion annuelle de la Coordination mondiale des Verts (GGC) dans la capitale bolivienne de La Paz. Lors de cette réunion, le parti annonce son intention de se présenter l'année suivante, conjointement avec le Conseil national des Ayllus et Markas du Qullasuyu, aux élections générales boliviennes de 2014.
Le 26 juin 2014, le parti désigne ses candidats aux élections. Fernando Vargas Mosua, leader des communautés indigènes du territoire indigène et parc national Isiboro-Sécure, est le candidat du parti à la présidence, tandis que la chef et fondatrice du parti Margot Soria Saravia prend le rôle de candidate à la vice-présidence. Le Parti vert a obtenu 126 958 voix aux élections présidentielles, soit un total de 2,79%.